# Академическая гребля на летней Универсиаде 2013 — восьмёрки (мужчины)
Соревнования среди восьмёрок по академической гребле среди мужчин на XXVII Всемирной Летней Универсиаде прошли с 6 июля по 8 июля.

## Призёры
| Золото | Серебро | Бронза |
| Россия Даниил Андриенко Иван Баландин Николай Баландин Лев Гриценко Ростислав Дрожжачих Георгий Ефременко Антон Заруцкий Виктор Мисюткин Павел Сафонкин | Украина Денис Чёрный Станислав Чумраев Иван Юрченко Василий Завгородный Виталий Цуркан Иван Футрик Дмитрий Михай Анатолий Радченко Владислав Никулин | Нидерланды Хюго ван Велзен Винсент ван дер Лер Стеф Брюнинк Мартен ван Блокланд Жонатан Лемер Герт Хемминга Менно ван Блиттерсвейк Мэтью Клейне Пунте Марк Хюммелинк |

## Результаты

### Предварительный этап
На предварительном этапе прошло 2 заезда, по результатам которых лучшие команды в каждом из них напрямую прошли в финал, остальные команды примут участие в утешительных заездах.

#### Заезд 1
| Место | Команда  | 500 м   | 1000 м  | 1500 м  | Время   |
| ----- | -------- | ------- | ------- | ------- | ------- |
| 1     | Польша   | 1:30.18 | 3:03.56 | 4:36.75 | 6:05.79 |
| 2     | Украина  | 1:30.51 | 3:03.82 | 4:37.64 | 6:06.07 |
| 3     | Беларусь | 1:30.75 | 3:05.95 | 4:43.51 | 6:19.73 |
| 4     | США      | 1:35.70 | 3:13.33 | 4:54.63 | 6:33.81 |

#### Заезд 2
| Место | Команда    | 500 м   | 1000 м  | 1500 м  | Время   |
| ----- | ---------- | ------- | ------- | ------- | ------- |
| 1     | Россия     | 1:26.74 | 2:58.21 | 4:33.84 | 6:17.33 |
| 2     | Нидерланды | 1:28.69 | 3:03.21 | 4:43.05 | 6:34.57 |
| 3     | Норвегия   | 1:35.95 | 3:14.75 | 4:57.39 | 6:44.35 |

### Утешительный заезд
| Место | Команда    | 500 м   | 1000 м  | 1500 м  | Время   |
| ----- | ---------- | ------- | ------- | ------- | ------- |
| 1     | Нидерланды | 1:24.14 | 2:52.31 | 4:22.31 | 5:50.71 |
| 2     | Беларусь   | 1:26.39 | 2:55.91 | 4:23.66 | 5:51.68 |
| 3     | Украина    | 1:28.01 | 3:00.75 | 4:30.70 | 6:00.90 |
| 4     | США        | 1:30.29 | 3:00.87 | 4:32.04 | 6:02.55 |
| 5     | Норвегия   | 1:30.05 | 3:01.92 | 3:01.92 | 6:03.36 |

### Финал
| Место | Команда    | 500 м   | 1000 м  | 1500 м  | Время   |
| ----- | ---------- | ------- | ------- | ------- | ------- |
| 1     | Россия     | 1:23.97 | 2:51.20 | 4:20.44 | 5:47.54 |
| 2     | Украина    | 1:25.35 | 2:54.13 | 4:24.75 | 5:52.31 |
| 3     | Нидерланды | 1:26.50 | 2:55.64 | 4:27.13 | 5:53.55 |
| 5     | Беларусь   | 1:31.00 | 2:58.58 | 4:28.62 | 5:57.02 |
| 4     | Польша     | 1:27.47 | 2:57.31 | 4:29.32 | 5:58.54 |
| 6     | США        | 1:31.20 | 3:03.87 | 4:37.53 | 6:09.91 |